# Folksy Nina
Folksy Nina è un album live della cantante e pianista jazz Nina Simone pubblicato nel 1964. Il disco contiene brani live tratti dello stesso concerto dell'album precedente (Nina Simone at Carnegie Hall) registrati il 12 maggio 1963.

## Tracce
Lato A
1. Silver City Bound – 5:08 (Alan Lomax, Huddie Ledbetter, John A. Lomax)
2. When I Was a Young Girl – 5:57 (Billy Mure)
3. Erets Zavat Chalav – 4:25 (Eliahu Gamliel)
4. Lass of the Low Country – 6:15 (Nina Simone)

Durata totale: 21:45
Lato B
1. The Young Knight – 5:25 (Charles Kingsly, Joseph Hathaway)
2. Twelfth of Never – 3:33 (Jerry Livingston, Paul Francis Webster)
3. Vanetihu – 2:27 (Gil Alderna)
4. You Can Sing a Rainbow/Hush Little Baby – 7:11 (Arthur Hamilton/Pete Seeger)

Durata totale: 18:36
- Brano B1: sul retrocopertina dell'ellepì originale il brano reca il titolo di The Young Night, mentre sull'etichetta del vinile (lato B) il titolo è The Young Knight (questo titolo è attribuito dalle maggior parte delle fonti).

## Musicisti
- Nina Simone - voce, pianoforte
- Al Schackman - chitarra
- Phil Orlando - chitarra
- Lisle Atkinson - contrabbasso
- Montego Joe - batteria